# Pollock Pines
Pollock Pines es un lugar designado por el censo ubicado en el condado de El Dorado en el estado estadounidense de California. En el año 2000 tenía una población de 4,728 habitantes y una densidad poblacional de 313 personas por km². Pollock Pines también forma parte del área metropolitana de Sacramento.

## Geografía
Pollock Pines se encuentra ubicado en las coordenadas 38°45′N 120°35′O / 38.750, -120.583. Según la Oficina del Censo, la ciudad tiene un área total de 15,1 km² (5,8 mi²), de la cual 15,1 km² (5,8 mi²) es tierra y 0 km² (0 mi²) (0%) es agua.

## Demografía
Según la Oficina del Censo en 2000 los ingresos medios por hogar en la localidad eran de $41,294, y los ingresos medios por familia eran $46,627. Los hombres tenían unos ingresos medios de $40,053 frente a los $28,906 para las mujeres. La renta per cápita para la localidad era de $19,219. Alrededor del 9.1% de la población estaban por debajo del umbral de pobreza.